# Улица Семёна Скляренко (Киев)
Улица Семёна Скляренко — улица в Оболонском районе Киева. Пролегает от проспекта Степана Бандеры до Старозабарского путепровода и Автозаводской улицы. К улице Семёна Скляренко примыкают следующие улицы: Литейная, Куренёвская, Сырецкая, Марко Вовчок, Балтийский переулок, проезды без названия до Петропавловской площади и вдоль железной дороги до тупика (бывший Старозабарский переулок). В конце улицы вблизи железнодорожной платформы Вышгородская расположена остановка «Улица Семёна Скляренко» трамвайных маршрутов № 11, 12, 16, 17 и 19

## История
Возникла в середине XIX века и состояла из Кожевенного переулка (пролегал примерно до пересечения с улицей Марко Вовчок, которая до 1944 года также называлась кожевенной) и Маловышгородской улицы (параллельной Вышгородской улице, существующей и сейчас). В первой половине XX века обе улицы были объединены под общим названием Маловышгородская улица. Современное название в честь украинского писателя Семёна Скляренко — с 1973 года.